# تيموثي بيك
تيموثي بيك (بالإنجليزية: Tim Peake)‏ (و. 1972 – م) هو طيار اختبار، ورائد فضاء، وقائد هليكوبتر، وflight instructor من المملكة المتحدة . ولد في تشيتشستر .

## ريادة الفضاء
شارك في المهمات الفضائية:
- سويوز تي إم إيه-19 إم
- البعثة 46 (ISS)
- البعثة 47.

## التعليم
تعلم في University of Portsmouth، وأكاديمية ساندهيرست العسكرية الملكية، وChichester High School For Boys، وEmpire Test Pilots' School

## الخدمة العسكرية
خدم في الجيش البريطاني.

## جوائز
حصل على جوائز منها:
- Companion of the Order of St Michael and St George (2016).